# اچ‌دی ۱۶۰۳۴۲
اچ‌دی ۱۶۰۳۴۲ یک ستاره است که در صورت فلکی آتشدان قرار دارد.